# Osobowość chwiejna emocjonalnie typu impulsywnego
Osobowość chwiejna emocjonalnie podtypu impulsywnego – zaburzenie osobowości, w którym występuje wzorzec zachowań gwałtownych, przy braku przewidywania ich konsekwencji. 
W ICD-10 występuje pojęcie osobowości chwiejnej emocjonalnie (F60.3), która występuje w dwóch podtypach:
- podtyp impulsywny (F60.30),
- podtyp graniczny (F60.31).

## Kryteria diagnostyczne ICD-10
- niestabilność emocjonalna
- brak kontroli działań impulsywnych
- wybuchy gwałtownych zachowań
- tysiące myśli w głowie
- ochota wyżycia się na innych
- duże napięcie w sobie
- wroga postawa
- wrogie spojrzenia na ludzi
- nienawiść

Muszą wystąpić co najmniej trzy spośród cech wymienionych powyżej, a w tym druga:
- wyraźna tendencja do nieoczekiwanych działań bez zważania na konsekwencje,
- wyraźna tendencja do zachowań kłótliwych i do wchodzenia w konflikty z innymi, szczególnie jeżeli impulsywne działania zostały pokrzyżowane lub skrytykowane;
- ciążenie ku erupcjom gniewu lub gwałtowności, połączone z niezdolnością do kontrolowania wynikającego z tego wybuchowego zachowania;
- trudność utrzymania jakiegokolwiek kursu działań, który nie wiąże się z natychmiastową nagrodą;
- niestabilny i kapryśny nastrój.